# Suze Randall
Suze Randall (* 18. květzna 1946 Worcester) je britská fotografka aktu a jedna z prvních režisérek erotických filmů. Je považována za jednu z nejslavnějších a plodných umělkyň erotického zaměření po celém světě.

## Život a dílo
Pochází z Anglie. Počátkem sedmdesátých let dvacátého století pracovala jako zdravotní sestra, pak se stala modelkou. Během té práce upoutala na sebe pozornost fotografů, opustila kariéru v modelingu a sama začala fotografovat. Roku 1972 si zahrála úlohu au pair ve filmu Love in the Afternoon od Érica Rohmera. Ve své práci se věnuje Suze Randall fotografii aktu. Působila v časopisech jako Playboy (1975–1977), Hustler (1977–1979) a Penthouse, kde publikovala snímky nejvýznamnějších[zdroj⁠?!] českých modelek jako jsou Veronika Zemanová a Zdenka Podkapová. V současné době pracuje jako freelancer.

## Soukromý život
Suze Randall si vzala spisovatele Humphry Knipa, který jí pomohl napsat autobiografickou knihu. Jejich dcera Holly Randall (* 1978) je také fotografkou aktu a spolupracuje se svou matkou.